# Heinke van der Merwe
Pour les articles homonymes, voir Van der Merwe.

a Compétitions nationales et continentales officielles uniquement.

b Matchs officiels uniquement.
Dernière mise à jour le 29 novembre 2018.
Hendrik Schalk van der Merwe dit Heinke van der Merwe né le 5 mars 1985 à Johannesburg, est un joueur sud-africain de rugby à XV. Il évolue au poste de pilier. Il évolue dans le Top 14 sous les couleurs du Stade français depuis 2013. Il joue en école de rugby avec les Lions depuis l'âge de 12 ans. Il a joué avec l'équipe d'Afrique du Sud des moins de 21 ans. Il a disputé cinq rencontres avec les springboks entre 2007 et 2015.

## Biographie
Heinke van der Merwe joue avec les Golden Lions en 2006 en Currie Cup et avec les Lions en Super 15.
En juin 2007, il remporte la Coupe des nations avec les Emerging Springboks, réserve de l'équipe nationale sud-africaine.
Il est retenu avec les Springboks à l’occasion de la tournée en Europe fin novembre 2007. Il a déjà été retenu dans le groupe du Tri-nations 2007 sans jouer.
En 2010, il quitte les Lions pour rejoindre l'équipe de la province irlandaise du Leinster. Avec celle-ci, il remporte les éditions 2011, victoire sur le club anglais des Northampton Saints, et 2012, victoire face à une autre province irlandaise, l'Ulster, de la Coupe d'Europe. Son club dispute également trois finale de Pro12, Heinke van der Merwe disputant les finales perdues des éditions de 2010-2011 et 2011-2012, mais ne participe pas à la finale remportée en 2013 face à l'Ulster. Avec sa province, il dispute 57 rencontres de Pro12 et 23 de coupe d'Europe.
En 2013 il quitte le Leinster au bout de trois saisons et rejoint le Stade français. Après une première saison où il dispute 27 matchs, 25 en Top 14 et deux de coupe d'Europe, il dispute vingt rencontres de championnat la saison suivante. Il participe à la finale remportée . La saison suivante, il se blesse lors d'un entraînement en février 2016, cette blessure nécessitant une opération chirurgicale du genou droit.

## Palmarès

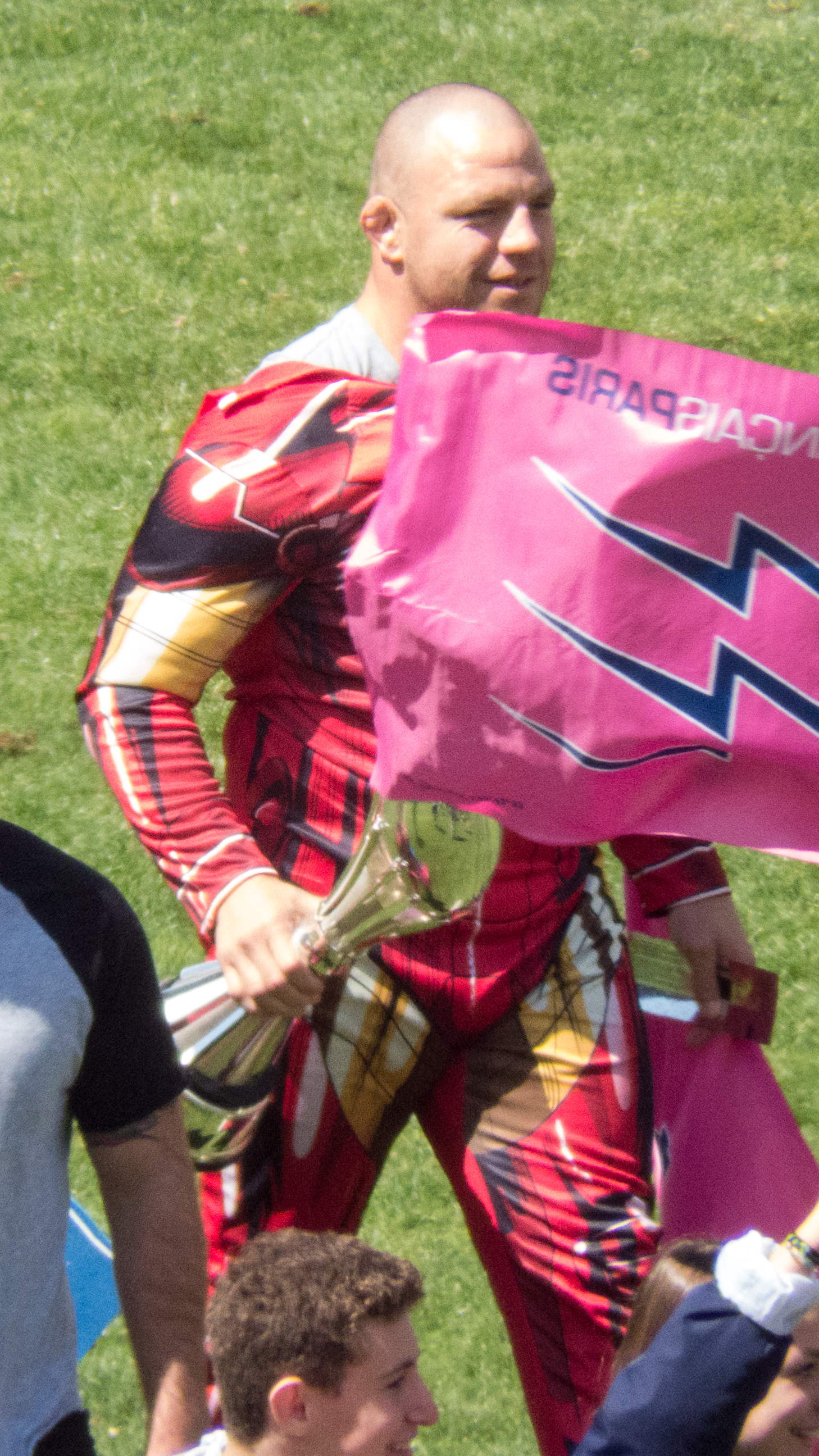
Heinke van der Merwe avec le trophée du Challenge européen en 2017, lors de sa présentation au stade Jean-Bouin deux jours après la finale. Il est par la même occasion déguisé pour le Paris Sevens.

Heinke van der Merwe remporte deux Coupes d'Europe avec la province irlandaise du Leinster, en 2011 et 2012. Il est également vice-champion de Pro12 à deux reprises, en 2011, 2012, son club remportant le titre  en 2013, rencontre à laquelle il ne participe pas.
Avec le Stade français Paris, il est vainqueur du Championnat de France en 2014-2015 et du Challenge européen en 2016-2017.

## Statistiques
Au 18 mars 2016, Heinke van der Merwe compte cinq sélections en Afrique du Sud. Il obtient sa première sélection avec les Springboks le 24 novembre 2007 à Cardiff contre le pays de Galles.
Il participe à une édition du Rugby Championship, en 2015.